# Harold Webber Freeman
Harold Webber Freeman, född 1899, död 1994, var en brittisk författare.
Harold Webber Freeman deltog i första världskriget, studerade i Oxford, hade plats som lantarbetare några år och sysslade därefter med olika yrken och var bland annat lärare. Han hämtade sina motiv främst från brittiskt lantliv och strävade efter en enkelhet i sin stil, och anknöt ibland sina romaner direkt till Bibeln. Bland hans verk märks Joseph and His Brethren (1928, svensk översättning 1929), Down in the Valley (1930), Fathers of Their People (1932), Pond Hall's Progress (1933), Hester and Her Family (1936), Andrew to the Lions (1938), som skildrar en resa till Spanien och Chaffinch's (1941)